# Chenillette

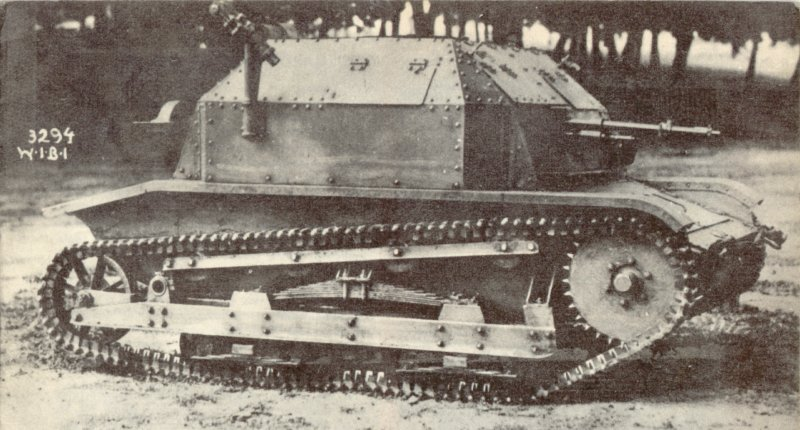
Une chenillette polonaise TK-3, Seconde Guerre mondiale.

La chenillette est un genre de véhicule de combat chenillé légèrement armé et blindé ressemblant à un petit char, aux dimensions avoisinant celles d'une voiture. Elle est principalement conçue pour des missions de soutien d'infanterie léger ou de reconnaissance,. Chez les spécialistes, cette appellation peut également désigner de manière générale les petits chars,.
Les chenillettes étaient en faveur dans les années 1930, surtout en France, en Pologne et dans l'Armée impériale japonaise. Elles participèrent aux premiers combats de la Seconde Guerre mondiale, avec un succès limité. Du fait de leur vulnérabilité, le principe fut rapidement abandonné.

## Caractéristiques
La définition du type de la chenillette repose sur plusieurs caractéristiques, qui permettent de les distinguer des autres types de véhicules militaires :
- La présence d'un blindage la distingue des véhicules militaires non blindés.
- La minceur de ce blindage, la limitation de l'équipage à une ou deux personnes et la faible hauteur de la caisse (le pilote de la chenillette T-27 soviétique devait même se tenir allongé[3]) la distinguent du char léger.
- La présence de chenilles la distingue de l'automitrailleuse.

D'autres points sont moins définitifs.
- Les chenillettes n'ont généralement pas de tourelle, ou une simple cloche que l'on manœuvrait à la main fait office. Néanmoins, elle est présente sur la chenillette japonaise Type 97 Te-Ke ; dans son cas, c'est la limitation à deux membres de l'équipage et son très faible blindage, ainsi que sa parenté avec la chenillette Type 94 Te-Ke qui la font rentrer dans la catégorie des chenillettes.
- Leur armement était généralement limité à une ou deux mitrailleuses, plus rarement un canon de 20 mm ou un lance-grenades, mais bon nombre de ces véhicules étaient également non armés. Bien souvent, l'armement a été ajouté sur les dernières versions produites des chenillettes, à la suite du constat de leur vulnérabilité sur la ligne de front, comme ce fut le cas pour les chenillettes françaises Renault UE ou Lorraine 37L.

## Histoire

### Pays d'origine, utilisateurs
Les chenillettes britanniques Carden-Loyd sont considérées comme étant les modèles les plus réussis de chenillettes, ayant servi de base à de nombreuses autres chenillettes par la suite. Bien que leur conception soit plutôt un succès, peu d'entre ces chenillettes Carden-Loyd connurent le combat[réf. nécessaire]. L'Universal Carrier quant à elle, dont la conception dérive de la précédente, eut une histoire opérationnelle beaucoup plus longue, présente sur de nombreux théâtres d'opération. De nombreux exemplaires de cette dernière furent construits au Canada.
L'armée royale italienne (Regio Esercito) équipa trois divisions blindées et trois divisions "rapides" (celere) de chenillettes L3/33 et L3/35. Les L3/33 furent largement utilisées lors de la seconde guerre italo-éthiopienne, la guerre d'Espagne, et pratiquement sur tous les théâtres d'opérations où furent présents les soldats italiens durant la Seconde Guerre mondiale. Les L3 furent même du voyage lors de l'envoi du Corps Expéditionnaire Italien en Russie (Corpo di Spedizione Italiano in Russia, CSIR) en soutien de l'opération Barbarossa.
La reconnaissance blindée française est confiée aux automitrailleuses de reconnaissance (AMR 35 ou AMD-178). Par contre, les sections de ravitaillement des unités blindées était essentiellement équipées de chenillettes, spécialement dévolues à l'activité de ravitaillement au plus près du champ de bataille (principalement les Lorraine 37L, Lorraine 38L et Renault UE).

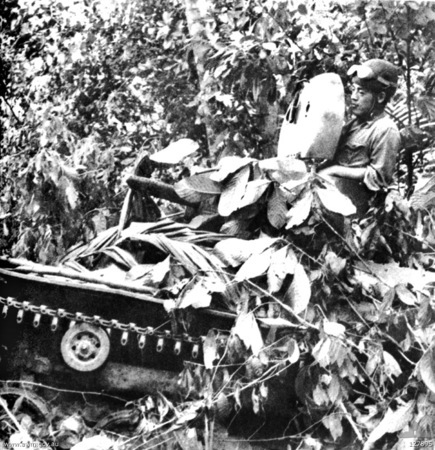
Chenillette japonaise Type 97 Te-Ke camouflée durant la campagne de Malaisie (bataille de Muar, 14-22 janvier 1942)

L'armée impériale japonaise devint l'une des plus grandes utilisatrices de chenillettes, produisant un grand nombre de modèles conçus pour les combats dans la jungle. Toutefois, lors de la Seconde Guerre mondiale, la plupart étaient déjà obsolètes ou se montraient inefficaces ; peu appréciées de la troupe, les chenillettes sont baptisées du sobriquet de « 豆戦車 » en français : « boîtes de haricots ». Nombre d'entre ces chenillettes furent reléguées au rôle de tracteur d'artillerie ou les unités logistiques,.

### Abandon partiel du principe

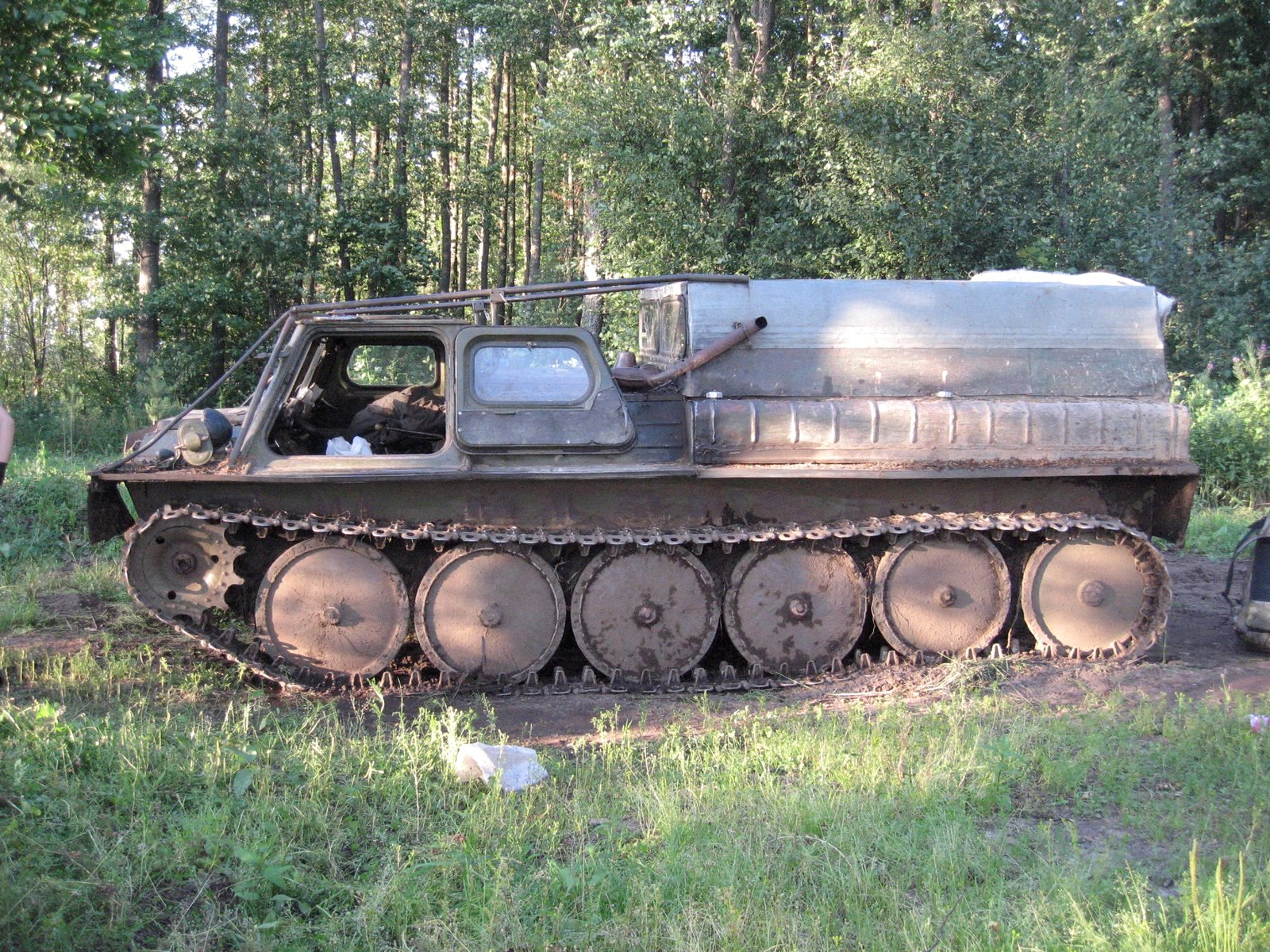
GAZ-71 soviétique, utilisé pour un rôle de transport.

Le principe fut par la suite longtemps abandonné, du fait combiné de l'utilité limitée et de la vulnérabilité des chenillettes aux armes antichars, voire aux simples mitrailleuses de calibre lourd. Leur rôle fut alors confié aux automitrailleuses. Une certaine survivance est trouvée au Japon, avec le Type 60, mis en service en 1959.
Des véhicules auxiliaires civils et militaires soviétiques, comme le GAZ-71 (ru) (années 1970) ou le GAZ-34039 (remise à niveau du milieu des années 1980) du fabricant GAZ renouvellent le genre, leur attribuant des rôles portant exclusivement sur le transport de troupe ou le franchissement d'espaces difficiles, les rendant pour certains amphibies. Ils ne portent pas le nom de chenillette (russe : Танкетка) mais de transport chenillé (russe : Гусеничный транспортёр).
Par ailleurs, les années 1990 virent renaître le style (un véhicule chenillé destiné à une mission de combat) avec le Rheinmetall Wiesel allemand, développé par la Bundeswehr afin d'apporter aux troupes aéroportées un engin blindé de reconnaissance, fonction déjà accomplie par la chenillette T-27 soviétique pendant la Seconde Guerre mondiale. Néanmoins, le terme de chenillette n'est pas en usage pour désigner ce type de véhicule de combat. Le Wiesel est ainsi qualifié de « véhicule blindé porte-armement » (Waffenträger) dans les rangs de la Bundeswehr.

## Exemples

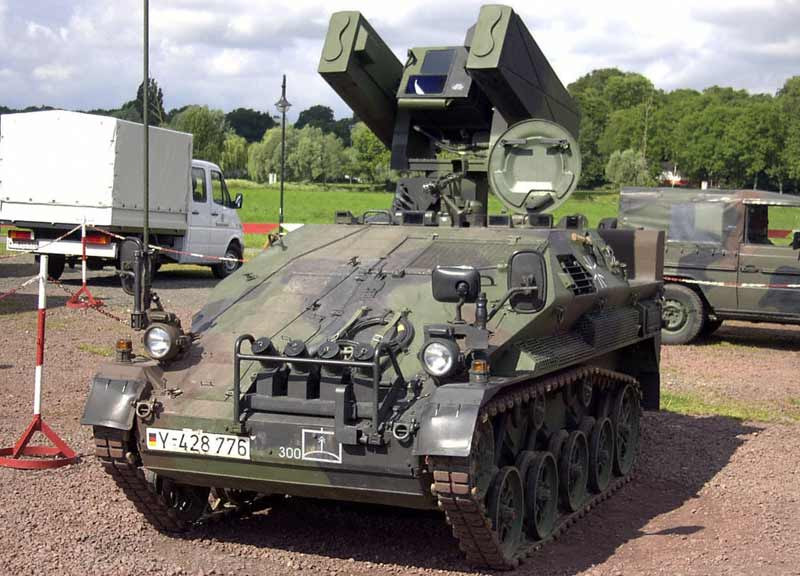
Le Wiesel allemand, véhicule porte-armement moderne dont le principe rappelle celui de la chenillette, ici dans sa version Ozelot avec son armement anti-aérien.

- Royaume-Uni : Carden-Loyd tankette ; Universal Carrier ;
- France : Lorraine 37L et Lorraine 38L ; Renault UE et UE 2 ;
- Italie : la série des L3;
- Japon : Type 92 Jyu-Sokosha ; Type 94 Te-Ke ; Type 97 Te-Ke (avec tourelle) ; Type 60 (mis en service en 1959)
- Pologne : TKS et TK-3 (pl) ;
- URSS : T-17 (en) ; T-23 (en) ; T-27 ;
- Allemagne : Wiesel (principe moderne similaire) ;
- Tchécoslovaquie : Praga T-33 (de) ;